# Louise Charlotte Françoise de Montesquiou
Louise-Charlotte Françoise de Montesquiou, née Le Tellier de Courtanvaux de Montmirail, née le 25 juin 1765 et morte le 29 mai 1835 au château de Courtanvaux (commune de Bessé-sur-Braye), est une noble française. Entre 1811 et 1815, elle fut la gouvernante du Roi de Rome (Napoléon II), qui l'appelait affectueusement « Maman Quiou ».

## Biographie
Fille du marquis Charles-François-César Le Tellier de Louvois-Courtanvaux de Montmirail, elle épouse le 11 janvier 1780 le comte Pierre de Montesquiou-Fezensac, qui deviendra un dignitaire du Premier Empire.
Nommée gouvernante des enfants de France le 25 janvier 1809, elle est présente aux côtés de l'impératrice Marie-Louise lors de la difficile naissance du roi de Rome, le 20 mars 1811.
Madame de Montesquiou reste quatre ans auprès du petit garçon, qu'elle accompagne à Vienne après la première abdication de Napoléon. Le 20 mars 1815, à son grand regret, elle est congédiée par le grand-père de l'enfant, l'empereur d'Autriche François Ier qui ne peut garder auprès de son petit-fils une dame qui pourrait susciter en lui des aspirations au trône qui engendreraient de nouveau une période de troubles et de guerres.